# Al Johnson
Alfred Orlando "Al" Johnson (1948 - 26 de octubre de 2013) fue una cantante de R&B, escritor, arreglista y productor estadounidense.
Nacido en Newport News, Virginia, en 1948, Johnson fue a la Universidad de Howard en Washington D. C., y mientras estaba allí, cofundó el grupo de soul, The Unifics. El grupo, con Johnson como vocalista, realizaron tres hits en el Billboard Hot 100 en 1968 y 1969 para el sello Kapp. El primero, "Court Of Love" subió al # 25, pero alcanzó el número 3 en la lista de R&B. El siguiente, "The Beginning Of The End" llegó al # 36 en el Hot 100 y # 9 en R&B. Otros dos lanzamientos en 1969 llegaron a la lista de R&B.
Johnson volvió a grabar en 1978 con un álbum en solitario, "Peaceful", que él coprodujo, así como arreglada y coescrita por un pequeño sello, Marina, con la participación del excantante Lloyd Price.
En 1980, Johnson colaboró con el productor de jazz/soul Norman Connors, para un álbum, Back for More, de Columbia Records. Esto se produjo después de que él había cantado en el álbum de Norman Connors, "Invitation" por Arista en 1979, cantando la canción principal, "Your Love".
"Back For More" alcanzó el # 48 en la carta de los álbumes Billboard Black. El primer sencillo del álbum, "Soy Back for More", un dúo con Jean Carn, alcanzó el # 26 en la tabla R&B, mientras que el siguiente, "I've Got My Second Wind", llegó al # 58, ambos en 1980.
Alrededor de este tiempo, Johnson estaba escribiendo, arreglando y tocando los teclados en las sesiones de grabación, incluso para el equipo de producción Willie Lester-Rodney Brown que lanzó varios álbumes del disco/soul éxito en Preludio a principios de los años 80, con actuaciones como Sharon Redd, Bobby Thurston y Gayle Adams.
En los años 90, trabajó con los principales grupo de soul, "The Whispers" en varios discos y en 1999, lanzaron otro álbum en solitario para un sello independiente, Clout. Johnson re-formó los Unifics con los miembros del grupo original, como Tom Fauntleroy, y también estuvo de gira con un espectáculo de gospel en solitario. El grupo publicó un nuevo álbum, "Unifics Return" en 2005.
Johnson, de 65 años, murió el 26 de octubre de 2013.

## Discografía

### Álbumes
- Peaceful (Marina Records, 1978)
- Back for More (Columbia Records, 1980)
- My Heart Is an Open Book (Clout Records, 1999)

### Chart singles
| Año  | Título                              | Clasificación & Cat. No. | U.S. R&B chart position |
| ---- | ----------------------------------- | ------------------------ | ----------------------- |
| 1980 | "I'm Back For More" (con Jean Carn) | Columbia 11207           | 26                      |
| 1980 | "I've Got My Second Wind"           | Columbia 11287           | 58                      |